# Nghị quyết 242 của Hội đồng Bảo an Liên Hợp Quốc
Nghị quyết 242 của Hội đồng Bảo an Liên Hợp Quốc (S/RES/242) được nhất trí thông qua bởi Hội đồng Bảo an Liên Hợp Quốc vào ngày 22 tháng 11 năm 1967, sau cuộc chiến tranh 6 ngày. Nó đã được thông qua theo Chương VI của Hiến chương Liên Hợp Quốc. Nghị quyết được tài trợ bởi đại sứ Anh Lord Caradon và là một trong năm dự thảo đang được xem xét.
Lời mở đầu  đề cập đến "tính không thể chấp nhận được việc chiếm đóng lãnh thổ bằng chiến tranh và cần phải có một nền hòa bình công bằng và lâu dài ở Trung Đông, trong đó mọi quốc gia trong khu vực có thể sống an ninh".
Đoạn 1 "khẳng định rằng việc thực hiện các nguyên tắc về Hiến chương đòi hỏi phải thiết lập một nền hoà bình công bằng và lâu dài ở Trung Đông, bao gồm việc áp dụng cả hai nguyên tắc sau:
(i) Rút quân đội Israel khỏi các lãnh thổ bị chiếm đóng trong cuộc xung đột gần đây;
(ii) Chấm dứt mọi khiếu nại, tình trạng nguy kịch, tôn trọng và công nhận chủ quyền, toàn vẹn lãnh thổ và sự độc lập chính trị của mọi quốc gia trong khu vực và quyền sống hòa bình trong phạm vi an toàn và được công nhận không bị đe doạ hoặc hành động ép buộc."
Ai Cập, Jordan, Israel và Li Băng đã tham vấn với Đại diện đặc biệt của LHQ về việc thực hiện 242. Sau khi tuyên bố nó vào năm 1967, Syria chấp nhận "có điều kiện" nghị quyết vào tháng 3 năm 1972. Syria chính thức chấp nhận  Nghị quyết 338 của Hội đồng Bảo an LHQ, lệnh ngưng bắn vào cuối cuộc chiến Yom Kippur (năm 1973), đưa ra nghị quyết 242.
Ngày 1 tháng 5 năm 1968, Đại sứ Israel tại LHQ đã bày tỏ quan điểm của Israel đối với Hội đồng Bảo an: "Chính phủ tôi đã chỉ ra rằng đã chấp nhận nghị quyết của Hội đồng Bảo an để thúc đẩy thỏa thuận về việc thành lập một hòa bình bền vững và lâu dài. để khẳng định lại rằng chúng tôi sẵn sàng tìm kiếm sự đồng thuận với mỗi quốc gia Ả rập về mọi vấn đề trong nghị quyết đó. "
Tháng 9 năm 1993, PLO đồng ý rằng các Nghị quyết 242 và 338 sẽ là cơ sở để đàm phán với Israel khi ký Tuyên bố Nguyên tắc.
Nghị quyết 242 là một trong những nghị quyết khẳng định rộng rãi nhất về cuộc xung đột Ả Rập và Israel và tạo cơ sở cho các cuộc đàm phán sau đó giữa các bên. Những điều này đã dẫn tới các Hiệp ước Hòa bình giữa Israel và Ai Cập (1979) và Jordan (1994), cũng như các hiệp định năm 1993 và 1995 với người Palestine.